# Albanchez
Albanchez er en by og kommune i det sydøstlige Spanien i provinsen Almería. Den har et indbyggertal på 682 (2024) indbyggere.